# Tytomyia bequaerti
Tytomyia bequaerti is een insect uit de familie van de vlinderhaften (Ascalaphidae), die tot de orde netvleugeligen (Neuroptera) behoort. 
Tytomyia bequaerti is voor het eerst wetenschappelijk beschreven door Navás in 1912.